# Клей Харви
Клей Харви (на английски: Clay Harvey) е американски писател на произведения в жанра трилър. Пише и под псевдонима Лео Аткинс (на английски: Leo Atkins).

## Биография и творчество
Клейтън „Клей“ Харви е роден на 24 юни 1946 г. във Файетвил, Северна Каролина, САЩ, в семейството на Орис Харви и Леола Аткинс. От училищна възраст обича да чете за оръжия, автомобили и фитнес, и макар да не получава добри оценки, има изявен талант да пише. Учи в методистки колеж. След колежа постъпва в армията, обучава се във Форт Браг и Алабама, и прекарва 13 месеца в Корея.
След уволнението си от армията учи журналистика в Колежа Дейвидсън в Моксвил. След дипломирането си пише статии за оръжия и муниции, и става експерт по различните видове оръжия за спорт и лов.
Първата му документална книга „Popular sporting rifle cartridges“ е издадена през 1984 г.
През 1996 г. е издаден първият му трилър „Идеален ден за убиване“ от поредицата „Тайлър Ванс“. Главният герой е бивш военен от специалните части, който прави всичко възможно, за да защити синът си и приятелите си от отмъщението на съратниците на банков обирджия, застрелян от него при самоотбрана по време на случайното му попадане на банков обир. Книгата става бестселър и го прави известен.
През 1999 г. е издаден романът му „Deadbeat“ от поредицата „Конър Гибс“ под псевдонима Лео Аткинс.
Клей Харви живее със семейството си в Грийнсбъро.

## Произведения

### Като Клей Харви

#### Серия „Тайлър Ванс“ (Tyler Vance)
1. A Flash of Red (1996)
Идеален ден за убиване, изд.: ИК „Бард“, София (1999), прев. Юлия Чернева
2. A Whisper of Black (1997)
Черен шепот, изд.: ИК „Бард“, София (1999), прев. Диана Кутева, Стамен Стойчев
3. Dwelling in the Gray (2000)

#### Документалистика
- Popular sporting rifle cartridges (1984)
- The Hunter's Rifle (1988)
- The Rifles, the Cartridges, and the Game (1991)

### Като Лео Аткинс

#### Серия „Конър Гибс“ (Connor Gibbs)
1. Deadbeat (1999)
2. Play Dead (2000)
3. Dead Run (2000)